# كوبا بيرو 2016
كوبا بيرو 2016 (بالإسبانية: Copa Perú 2016)‏ هو الموسم 44 من كوبا بيرو ‏. فاز فيه Sport Rosario ‏.
منشئ هذا التنسيق هو التشيلي لياندرو أ.شارا